# Hausler-See
Die Hausler-Seen bestehen aus zwei, vermutlich künstlichen Seen beim Hausler-Hof südwestlich von Goldach. Die Seen besitzen keine oberirdischen Zu- oder Abflüsse.
Die Seen werden von Anglern genutzt.
Unter anderem sind Bachsaiblinge, Seeforellen, Regenbogenforellen, Karpfen, Zander und Hechte in den Hausler-Seen zu finden.